# 郑先护
郑先护（？—？），荥阳郡开封县（今河南省开封市祥符区）人，出自荥阳郑氏北祖第五房，曹魏将作大匠郑浑十世孙，北魏官员。

## 生平

### 迎庄帝
郑先护年幼时有军事才干，以员外散骑侍郎为起家官，元子攸还没做皇帝的时候，郑先护主动的去向他结交效力。武泰元年（528年）三月，尔朱荣率兵向洛阳进发，灵太后命令郑先护与郑季明等人率领军队固守河梁，郑先护听说元子攸已经在黄河以北称帝，于是开城门迎接尔朱荣，以功劳被封为平昌县开国侯，食邑七百户，转任通直常侍，加号镇北将军，很快出任前将军、广州刺史、署理平南将军、广州都督。

### 讨刘举
当时妖贼刘举在濮阳起兵谋逆，建义元年八月甲辰（528年9月18日），魏孝庄帝诏令郑先护以本官为东道都督，跟随大都督宗正珍孙征讨刘举并平定了他，郑先护回到军镇。

### 拒元颢
后来元颢攻入洛阳，魏孝庄帝撤到北方，郑先护据守本州，与王则、裴景颜等人发起义兵，不接受元颢的命令。元颢派遣尚书令、临淮王元彧率领部众讨伐郑先护，郑先护出城抗击元彧。魏孝庄帝回京，嘉奖郑先护忠诚的节操，授任郑先护使持节、散骑常侍、都督襄广二州诸军事、镇南将军，刺史如故，进爵为郡公，增加食邑一千三百户。郑先护很快转任征西将军、东雍州刺史、署理车骑将军、东雍州都督，常侍如故。没有上任，又转任都督豫北豫东雍三州诸军事、征东将军、豫州刺史，其余官职如故。又兼任尚书右仆射、豫北豫郢颍四州行台。郑先护很快担任车骑将军、左卫将军。

### 讨尔朱仲远
等到尔朱荣死后，徐州刺史尔朱仲远发兵指向洛阳，前锋到达东郡。北魏各路军队出击，不能制服尔朱仲远的军队。魏孝庄帝于是在永安三年十一月癸酉朔（530年12月6日）诏令郑先护以本官署理骠骑将军、大都督，率领本部军队与都督李侃希前往行台杨昱之处共同讨伐尔朱仲远。永安三年十一月壬辰（530年12月25日），魏孝庄帝又任命郑先护兼任尚书左仆射，为行台，与贺拔胜一起讨伐尔朱仲远。郑先护怀疑贺拔胜，将他的的军队安置在军营外，贺拔胜的人马没有得到休息，很快尔朱仲远军至，贺拔胜与之交战不利，在战场上向尔朱仲远投降，北魏军队战士离心。很快听说尔朱兆攻入京城，郑先护的部众逃跑溃散，郑先护逃到南梁躲了起来，中大通三年正月丙申（531年2月27日），南梁任命郑先护为征北大将军。魏节闵帝元恭初年，尔朱仲远派人招降郑先护，郑先护返回北魏，被尔朱仲远杀害。魏孝武帝元修初年，赠予郑先护持节、都督青齐济兖四州诸军事、骠骑大将军、仪同三司、青州刺史，开国公如故。

## 家庭

### 父亲
- 郑思明，北魏骁骑将军、直阁将军

### 姐妹
- 郑氏，嫁北魏定州主薄、博陵郡巨鹿郡赵郡三郡太守李弼[19]

### 儿子
- 郑伟，北周使持节、大将军、华州刺史、襄城肃公